# Малайский калао
Малайский калао, или малайский гомрай (Buceros rhinoceros) — одна из самых крупных птиц-носорогов, достигает в длину 80—90 см. В неволе живёт до 35 лет. Распространена на Малайском полуострове, Суматре, Яве и Борнео.

## Культура
Малайский гомрай является национальным символом Малайского штата Саравак, что нашло отражение в его гербе, на котором эта птица изображена с распростёртыми крыльями. Для местного населения эта птица является символом непорочности и чистоты. Люди часто используют либо саму птицу, либо её изображение в религиозных обрядах. Малайский гомрай с его задранным вверх шлемом символизирует одного из самых могущественных даякских богов, бога войны Сингаланг Буронга (малайск. Singalang Burong), который играет важную роль в религиозных фестивалях ибанов, в особенности в «фестивале птицы-носорога» (малайск. Gawai Kenyalang) или (малайск. Gawai Burong).

## Подвиды
Известно 3 подвида малайского калао:
- Buceros rhinoceros borneoensis  Schlegel & S. Müller, 1845
- Buceros rhinoceros rhinoceros  Linnaeus, 1758
- Buceros rhinoceros silvestris  Vieillot, 1816